# 切り出し小刀

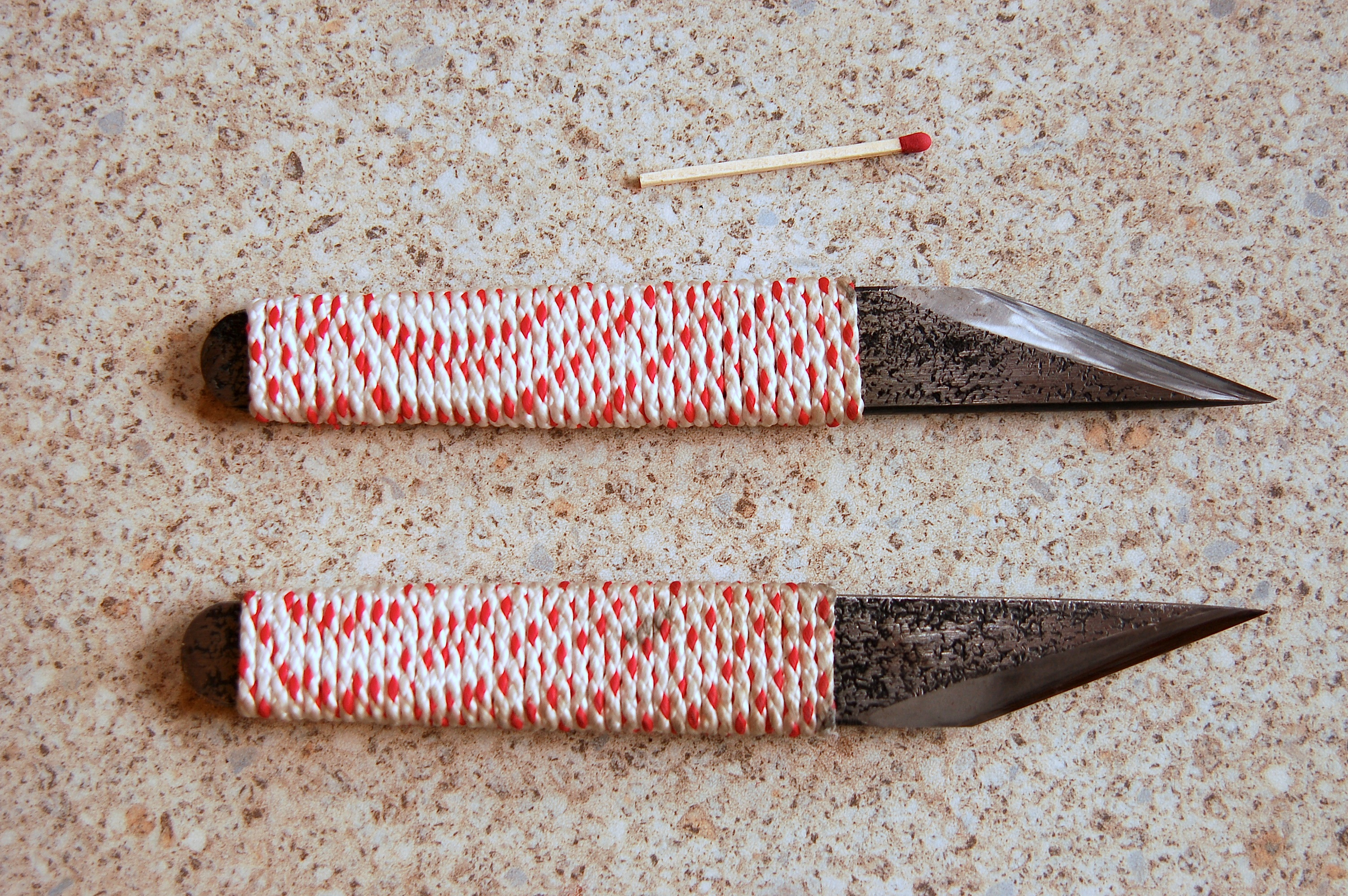
切り出し小刀の一種

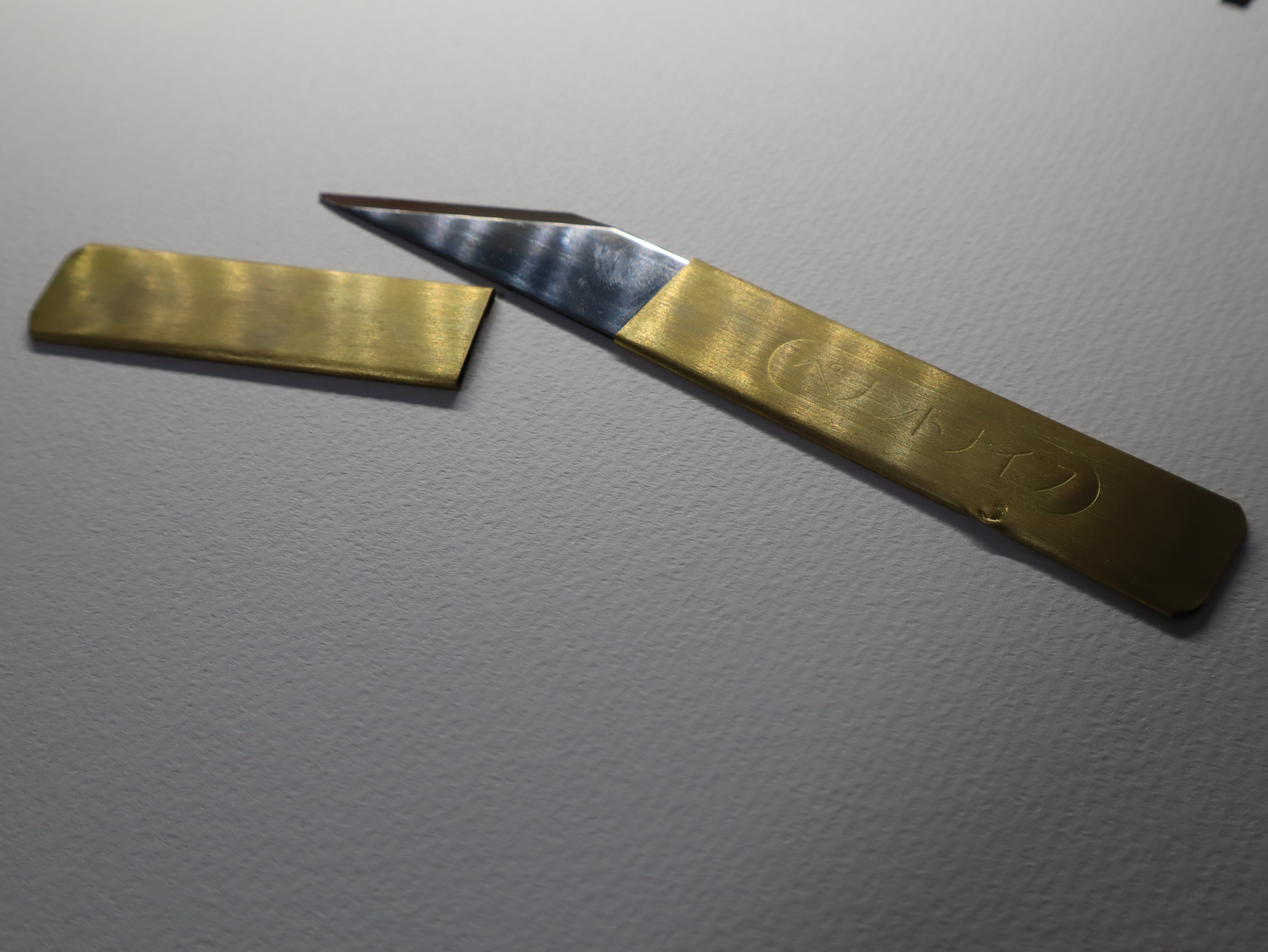
義春刃物「ペナントナイフSS」

切り出し小刀（きりだしこがたな）は、片刃の刃物（ナイフ）の一種。鋼板の先端を斜めの刃としたもの。主として物を削るために使用される。代表的な片刃の刃物の一つであり、カッターナイフや鉛筆削りが普及するまでは、日本では日常生活において特によく使用される工具の一つでもあった。切出小刀あるいは単に切り出し、切出しと表記されることもあるほか、切り出しナイフとも呼ばれる。また、硬質な木材の彫刻等に適していることから仏師小刀とも呼ばれる。

## 構造
鋼板の先端を斜めの刃としたものであり、先端は鋭くとがる。身幅・厚さともに頭部から根元に向けて徐々に小さくなっており、厚さは背から腹に向けても徐々に薄くなっている。一般的には軟鉄に鋼鉄をつけた付け鋼を用い、胴体部分には錆防止のために酸化鉄がつけられる。
刃角は用途によって18度から30度程度に調整される。通常は20度であるが、接ぎ木のために使用する場合は18度程度、ウナギをさばくためのものは30度程度が良いとされる。
研磨によって刀身が短くなった時に柄の先端を切り落とし身を出して使うことから、この名がある。このため本来は柄がついたものであるが、現在では柄のない状態のものでも切り出し小刀と呼ぶようになっている。

## 使用方法
様々な種類の切り出し小刀があるが、通常は右手で握り、左手で削られるものを持ち、左手の親指を切り出し小刀の背に当てて削る。ただし、長い部分を削る場合は、逆に削られるものを動かすなどの工夫が必要である。
切り出し小刀は、日本では日常生活において特によく使用される工具の一つで、学校の図画工作の授業でも使用されていた。しかし、カッターナイフや鉛筆削りが普及するのにしたがって使用されなくなっている。

## 手入れ
全体が鉄でできているため、日常的には錆びないように管理する。
刃先が磨滅した場合は、中砥、仕上げ砥を用いて研磨し、最後に刃角を調整する。欠けがある場合には、最初に荒砥にかける。その際、錆止めのための酸化鉄が付けてある場合は、これを研ぎ落さないよう注意する。